# Ликон (гора)
Ликон — гора в Крыму, 1017 метров, южный отрог наивысшей части Караби-яйлы массива Каратау.

## Описание
Этимология — греч. ликон волчий, волчье.
Ликон — волнистый гребень и его вершина высотой 1017 метров, южный отторженец Караби-яйлы. Южные склоны скалистые, обрывистые. Северные более пологие, травянистые. Вершина открытая, в нижней части склонов лес.  В 1960-е годы на южных склонах были проведены посадки сосны крымской. В 3 км к юго юго-западу село Генеральское, к северу вершины массива Каратау Тай-Коба (1262 м) и Такья-Тепе (1253 м).
Отрог отделен от массива Каратау одноимённым перевалом Ликон (995 м) через который проходит лесная дорога от урочища и родника Ай-Алексий к ручью Нефан Узень.
Родники в подножии горы Ликон, называемые Андуз-I, II и III (№ 527, 528 и 529 по нумерации Ялтинской гидрогеологической и инженерно-геологической партии), расположенные на высоте 540 (I и III) и 530 м это истоки реки Андус.
Место туризма. По урочищу проходят тропы туристических маршрутов № 138 и 166. В 1.4 км к западу расположена турстоянка Ай-Алексий и родник.

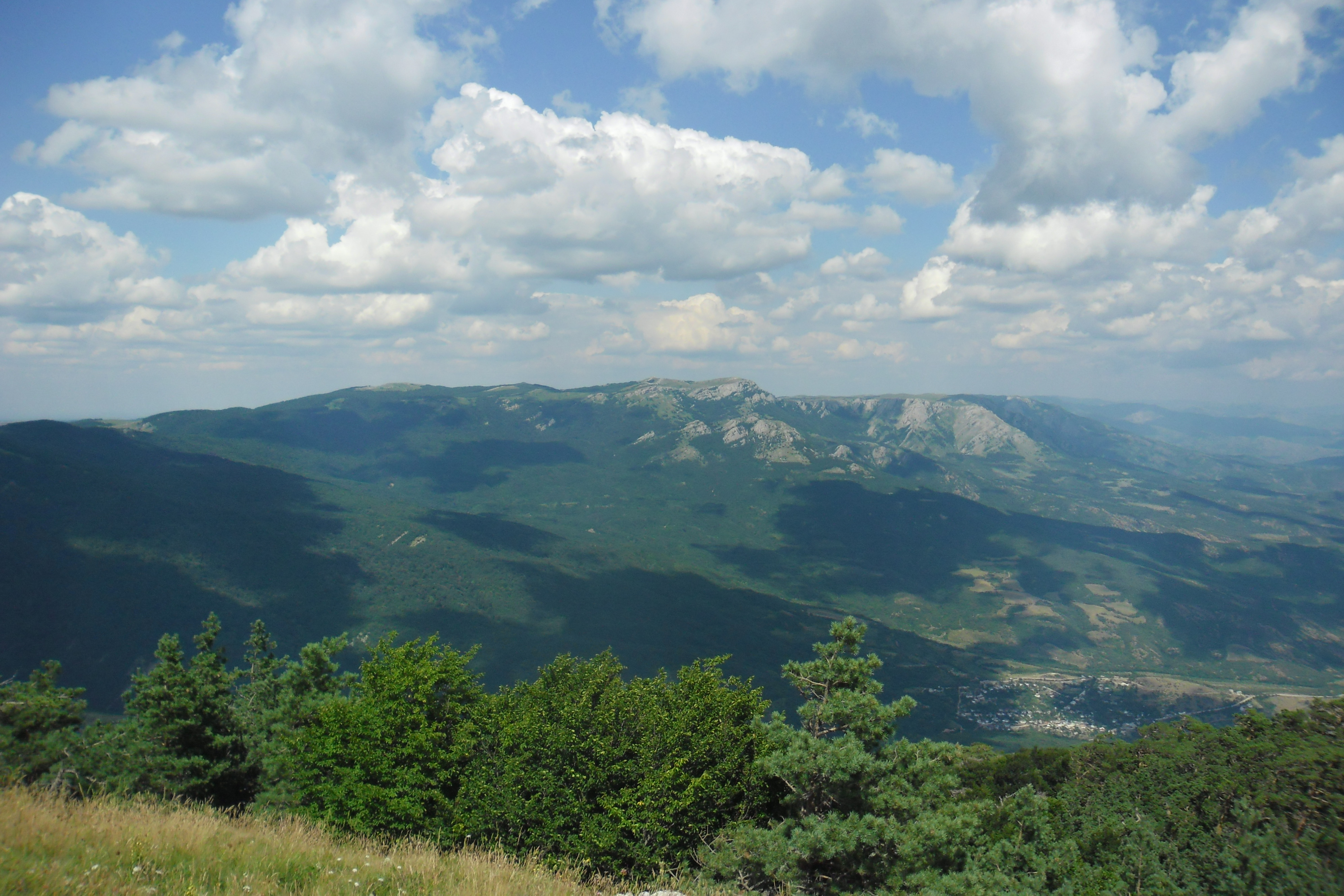
Наивысшая вершина по центру кадра гора Тай-Коба. Скалы под ней после лесного пояса - гора Ликон
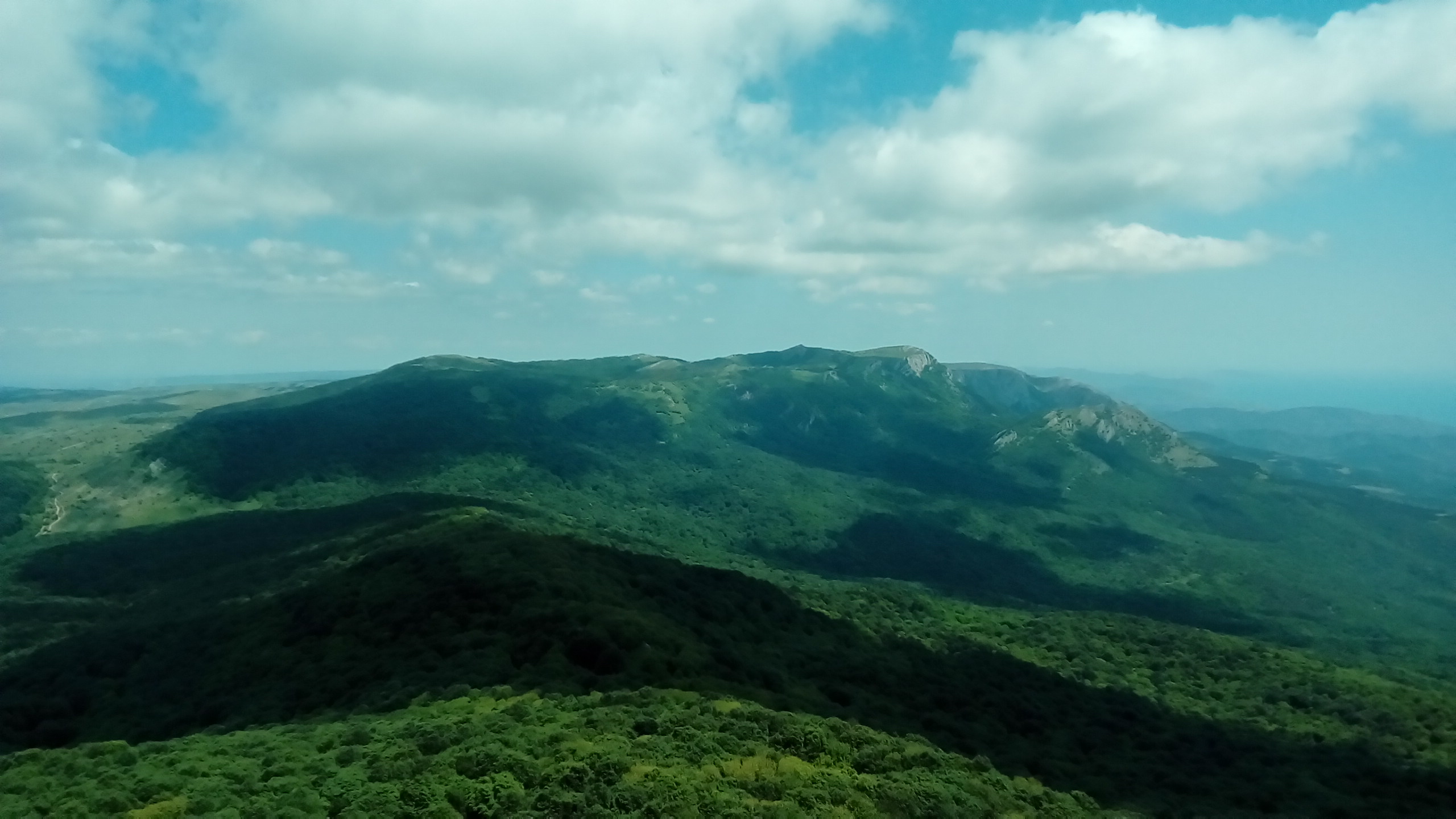
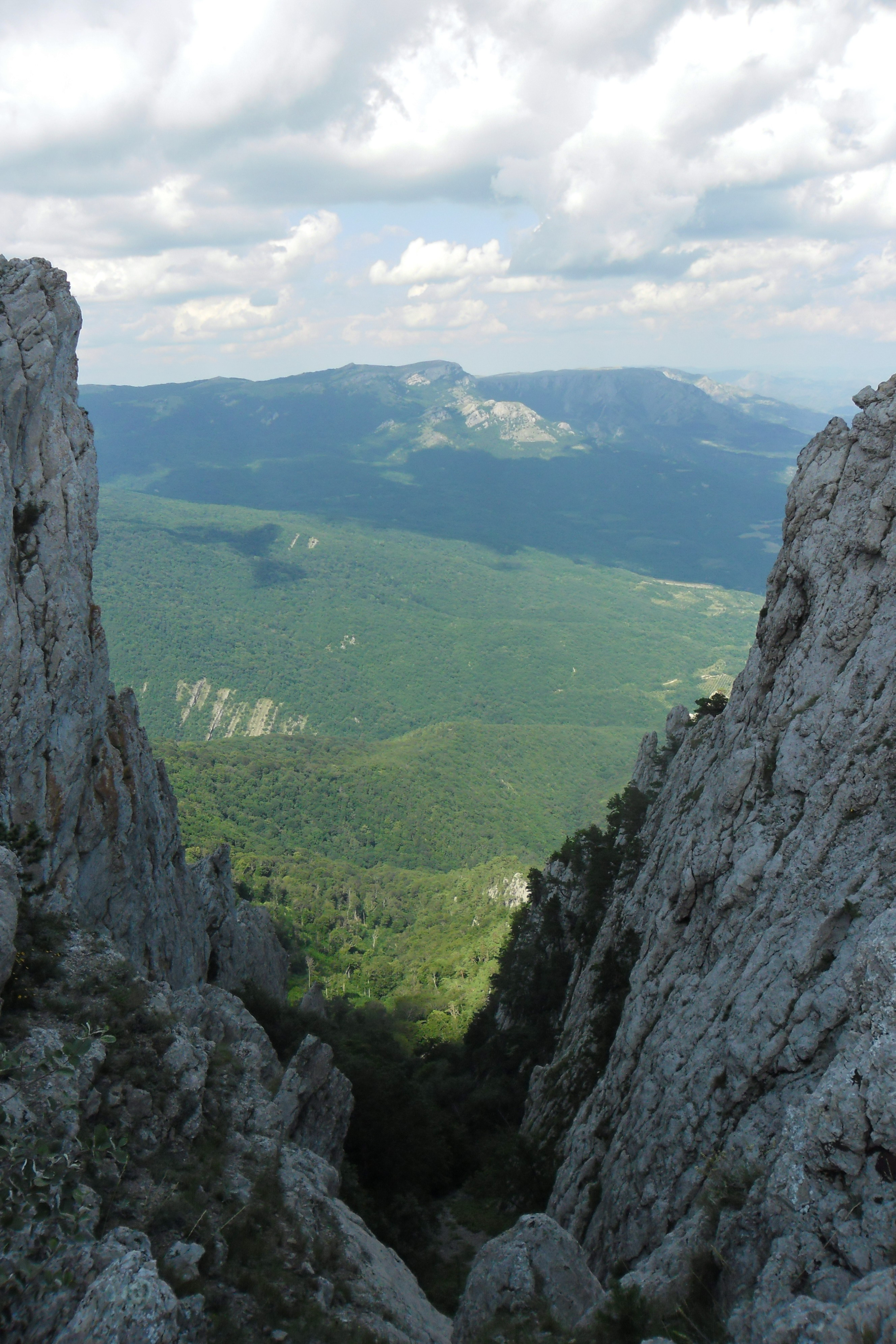
Ликон по центру в солнечных лучах, остальные склоны в тени